# محمد بن حسين الصحاف
محمد بن حسين بن ناصر الصحّاف (1795 - 1895 م) (1210 - 1313 هـ) فقيه جعفري وشاعر أحسائي من أهل القرن الثالث عشر الهجري/التاسع عشر الميلادي وهو جد كاظم الصحاف. ولد في مدينة الهفوف بالأحساء وبها نشأ وتعلم على والده ثم تلقى بعض من دروسه العلمية في الأحساء على يد علمائها منهم محمد حسين آل بو خمسين. هاجر إلى الكويت ممثلًا لأستاذه أبو خمسين وأقام فيها وتأسس بيده أول مسجد للطائفة الجعفرية فيها يعرف باسم مسجد الصحاف. توفي في الكويت ودفن في النجف بالعتبة العلوية عن عمر يناهز 100 عامًا. له أشعار متفرقة مخطوطة. 

## سيرته
هو محمد بن حسن بن ناصر بن موسى بن حسين بن محمد الصّحّاف الأحسائي الهفوفي. وهو جد كاظم الصحاف. وآل الصحاف أسرة مسلمة اثنا عشرية علمية معروفة في الأحساء. 

ولد محمد بن حسين الصّحّاف في مدينة الهفوف بالأحساء حدود سنة 1210 هـ/ 1795 م وبها نشأ وتعلم على والده الفقيه. ثم تلقى بعض من دروسه العلمية في الأحساء على يد علمائها آنذاك منهم محمد حسين آل بو خمسين وغيره. 

كان مقيمًا في الأحساء وملازمًا لأستاذه أبو خمسين ومن المقربين لديه. فلما طلب أهالي الكويت من مرجعهم أبو خمسين أن يرسل لهم عالمًا معتمدًا يمثله،‌ اختار لهم من بين علماء الأحساء محمد الصّحاف فأرسله نائبًا وممثلًا عنه. 

فغادر الصحاف وطنه الأحساء بأهله متوجهًا إلى الكويت وحلبها ممثلًا عن المرجعية وزعيمًا للشيعة اثناعشرية هناك وأقام فيها وكان حاكم الكويت آنذاك مبارك الصباح يجله ويعظمه . 

وفي الكويت،‌ أسس أول مسجد للطائفة الجعفرية فيها الذي نصب هو بنفسه قبلته وقد أوقف عليه بعض المؤمنين دكاكين. وقد جدّد بناء هذا السمجد في عهد الميرزا علي الحائري سنة 1367 هـ بيد علي الإحقاقي ويعرف باسم مسجد الصحاف.وجددت في 2007. 

وبقي الصحاف مقيمًا في الكويت بجملة عيالة يقوم بوظائفه الشرعية وممثلاً للمرجعية الدينية الاثنا عشرية حتى وفاته فيها سنة 1313 هـ/ 1895 م عن عمر تجاوز المائة سنة. ونقل جثمانه إلى النجف ودفن بها في العتبة العلوية. 

## حياته الشخصية
خلف من الأبناء اثنين هما حسن وعلي.

## شعره
له شعر كثير جلّه أو كلّه في مدح والرثاء النبي محمد وأهل بيته والأئمة الاثنى عشر. من أشهر شعره قصيدة في رثاء حسين بن علي أبي طالب، من أول أبياته:مُصابُ الفرقدِ الثاني حسينٍ/ وليَّ الله والباب المنابِ//سليل الطهر فاطم وابن طه/ ونجل المرتضى عالي الجنابِ//بنفسي يوم سار يحث سيرًا/ مع الأهلين من فوق الركِّابِ. 